# 1931 en Norvège
Chronologie de la Norvège
- 1927
- 1928
- 1929
- 1930
- 1931
- 1932
- 1933
- 1934
- 1935

Cet article présente les faits marquants de l'année 1931 en Norvège ou relatifs à la Norvège.

## Gouvernance
- Haakon VII est roi de Norvège.
- Johan Ludwig Mowinckel dirige le gouvernement jusqu'au 12 mai, Peder Kolstad lui succède et dirige le Gouvernement Kolstad .

## Événements
- 10 juillet : le gouvernement norvégien revendique le Groenland oriental. Il doit abandonner ses revendications le 5 avril 1933 sur décision de la Cour permanente de justice internationale[1].
- 10 décembre : le prix Nobel de la paix est décerné à Jane Addams et Nicholas Murray Butler[2].

## Sport
- 27 septembre, football : la Norvège bat la Suède 2 à 0 en match amical[3].

## Culture
- Le Grand Baptême (Den store barnedåpen), premier film parlant norvégien, est réalisé par Tancred Ibsen[4].

## Naissances
- Naissance en Norvège en 1931

## Décès
- Décès en Norvège en 1931